# Molnár Farkas-díj
A Molnár Farkas-díj magánkezdeményezésként létrejött és finanszírozott magyar építészeti elismerés. 2004-ben alapította az N&n Galéria. A magyar építészet területén végzett kiemelkedő tevékenységért ítélik oda, évente egy alkalommal, a galéria tanácsadó testülete és kurátorainak javaslata alapján. A díjat 2004-2011 között (2006 kivételével) a névadó Molnár Farkas építész lánya, Molnár Éva adta át. A Molnár Farkas-díjat 2013-2014-ben, valamint 2016 óta nem ítélték oda.
A díjat Megyik János szobrászművész készítette, Molnár Farkas Vörös kockaház című, 1923-as épületterve alapján. 

## Díjazottak
- 2004: Tomay Tamás és U. Nagy Gábor építészek[1]
- 2005: Dévényi Tamás és Kunszt György építészek[2]
- 2006: Gábor Eszter művészettörténész, Bán Ferenc építész[3]
- 2007: Karácsony Tamás építész[4]
- 2008: ifj. Janáky István építész[5]
- 2009: a díjat nem adták ki
- 2010: Vargha Mihály építész, újságíró (posztumusz)[6]
- 2011: Ferkai András építészettörténész és Janesch Péter építész[7]
- 2012: Zalotay Elemér építész[8]
- 2013: a díjat nem adták ki
- 2014: a díjat nem adták ki
- 2015: Batár Attila építész, építészeti író[9]